# Върколак
 Тази статия е за българското митологично същество.  За древноримското митологично същество вижте Вълколак.  
Върколакът (вълколак) е митологично същество, считано за създание на злото, обикновено дух на умрял човек. Той живее сред хора или в много гъсти иглолистни гори. Когато те захапе върколак, той те заразява, превръщайки те в такъв като него.
Върколаците могат да бъдат убити със сребърни прибори, куршуми и оръжия. Ако човек разяри лесник, той може да го превърне във върколак. Върколаците живеят в изоставени воденици, ханове, плевници и край кръстопътища, далеч от села и градове. Когато някой мине покрай обиталищата им, те го нападат, удушават, изпиват му кръвта или направо го изяждат. Върколаците могат да примамят и прелъстят жени, да встъпят в полово сношение с тях, в резултат на което се раждат деца, които нямат хрущял на носа, виждат злите духове и имат свръхестествени способности (виж сдухач). Сред българите и сърбите се вярвало, че върколаците предизвикват слънчеви и лунни затъмнения, отхапвайки част от небесното светило.
За него свидетелства кремонският епископ Лиудпранд през 949 г. посланик на немския император Отон I в Цариград:
„Той (Симеон) имал два[ма] сина; единият се наричал Баян, а другият, който и до ден-днешен още живее и здраво управлява българите, Петър. Баян обаче чак дотам бил изучил магията, че от човек ставал веднага на вълк и на какъвто друг звяр поискаш. ...бе силен в магия, вълшебство и тайно очарование“ Византийски хронисти също го споменават и пишат, че той приемал формата на различни животни – вълк и орел.
Суеверието за върколаците същестува още и сред гърците под името βρυκόλακας (вриколакас) и сред румънците, при които думата звучи като pricolic (приколик).
Има вярвания, че върколаците също могат да се отслабят или убият чрез вълче биле (синя самакитка) или имел.